# Blankschmied
Blankschmied ist eine Berufs- und Handwerksbezeichnung für einen Schmied, der überwiegend schneidende Werkzeuge aus Stahl herstellt wie Messer, Beile, Sensen, Holzbearbeitungswerkzeuge, Schaufeln und Spaten sowie andere Gartengeräte. Diese werden meist durch Freiformschmieden mit Hilfe von Hammer und Amboss hergestellt.
Die fertig geschmiedeten Werkzeuge werden in einem weiteren Arbeitsschritt blank geschliffen und geschärft, woraus sich auch der Name ableitet.